# O Bibliófilo (Manuel Maria Bordalo Pinheiro)
O Bibliófilo é uma pintura a óleo sobre madeira do pintor português Manuel Maria Bordalo Pinheiro, datada de 1870.
A pintura fez parte do valioso espólio doado à cidade de Santarém pelo historiador e político português Anselmo Braamcamp Freire, em cumprimento do seu testamento de 1921. A pintura, juntamente com pelo menos 10 objetos de elevado valor patrimonial, foi furtada na madrugada de 28 para 29 de agosto de 1978, enquanto decorriam obras de remodelação na Biblioteca Municipal de Santarém.
47 anos depois, em janeiro de 2025, a obra foi identificada num leilão nacional, onde estava a ser colocada à venda pela herdeira de um colecionador de arte do norte do país. Após o alerta da Polícia Judiciária, o Ministério Público conduziu o processo que culminou na restituição formal da pintura ao município de Santarém. A devolução oficial da obra decorreu em 25 de junho de 2025, nas instalações da Câmara Municipal, numa cerimónia que contou com a presença de representantes da Polícia Judiciária, autarcas e técnicos municipais.